# 음력 9월 7일
음력 9월 7일은 음력 9월의 7번째 날이다.

## 사건
- 1597년 - 벽파진 해전 발발.
- 1979년 - 경상북도 문경시 가은읍에서 은성탄광 화재 발생.
- 2014년 - 전라남도 신안군 홍도 앞바다에서 유람선이 좌초되는 사고가 일어났다. 하지만, 승객과 승무원 109명이 전원 구조되었다.

## 탄생
- 1782년 - 정조의 장남 문효세자
- 1973년 - 대한민국의 야구인 박재홍.

## 같이 보기
- 음력 360일: 1월 2월 3월 4월 5월 6월 7월 8월 9월 10월 11월 12월
- 전날:9월 6일 다음날:9월 8일 - 전달:8월 7일 다음달:10월 7일
- 양력:9월 7일
- 음력, 윤달